# 7月28日
7月28日是阳历年的第209天（闰年是210天），离一年的结束还有156天。

## 大事记

### 19世纪以前
- 1356年：朱元璋自称吴国公。
- 1364年：比萨共和国与佛罗伦萨共和国在卡西那发生军事冲突。
- 1540年：英国国王亨利八世下令处决前掌礼大臣托马斯·克伦威尔，并在同日与凯瑟琳·霍华德结婚。
- 1571年：西班牙殖民者建立内湖省，成为菲律宾最早的监护征赋制省。
- 1656年：第二次北方战争中的华沙战役爆发。
- 1778年：坎塔布里亚省的宪法得到通过。
- 1794年：马克西米连·罗伯斯庇尔、路易·安托萬·德·聖茹斯特等法國雅各賓俱樂部成員遭到處決，法國大革命最激進的雅各賓專政時期結束。

### 19世紀
- 1809年：塔拉韦拉战役中，亚瑟·韦尔斯利指挥的英西葡联军击败约瑟夫·波拿巴的法国军队。
- 1821年：阿根廷将军荷西·德·圣马丁宣布秘鲁自西班牙帝国独立，并与西门·玻利瓦领导独立战争。
- 1841年：清朝道光帝谕令沿海各省撤兵。
- 1868年：清政府派往美国的办理各国中外交涉事务大臣蒲安臣擅自越权与美国订立《续增条约》。
- 1868年：美国宪法第十四条修正案正式生效，确立公民出生地原则、正当程序条款及平等保护条款。
- 1896年：佛罗里达州的迈阿密市成立。
- 1899年：一級颶風在多明尼加共和國阿蘇阿省登陸，並在聖多明哥摧毀三艘大型斯庫納船；三艘船上只有一名船員倖存。

### 20世紀
- 1912年：英国与德国就巴格达铁路达成协议。
- 1914年：奧匈帝國依照最後通牒向拒絕調查塞拉耶佛事件的塞爾維亞王國宣戰，第一次世界大戰爆發。
- 1915年：美国派遣300名海军陆战队官兵自海地首都太子港登陆，对该国展开长达19年的军事占领。
- 1928年：第九届奥运会在荷兰阿姆斯特丹举行。
- 1932年：美國聯邦軍隊武裝驅散在華盛頓哥倫比亞特區的第一次世界大戰退伍軍人請願者，稱爲酬恤金進軍事件。
- 1937年：日本军队进攻北平，防守的中国国民革命军第29军副军长佟麟阁阵亡。
- 1940年：在薩爾斯堡會議上，阿道夫·希特勒要求撤換斯洛伐克的大部分內閣成員。
- 1942年：苏联领导人约瑟夫·斯大林下达第227号命令，面对纳粹德国的阵线上任何逃跑或擅自撤离的士兵都会被送上军事法庭。
- 1944年：美国登陆部队夺取关岛的苏迈，南北两面的部队在腾爵山完成会师。
- 1945年：一架美军轰炸机在浓雾中飞行时撞上了当时世界最高的摩天大楼帝国大厦。
- 1965年：美国总统林登·约翰逊宣布他将把美国驻南越军队的数量从7万5千提升到12万5千。
- 1969年：超级台风维奥娜登陆广东省汕头地区，沿海大部份堤围溃决，共造成1554人死亡。
- 1972年：中共官方公布前中共中央副主席林彪死訊。
- 1973年：法國在穆魯羅瓦珊瑚礁進行第二次原子彈爆炸。
- 1974年：阿尔法小组，前苏联（现属俄罗斯）的特种部队成立。
- 1976年：中國河北省唐山市和豐南縣先後發生MW 7.5與MW 7.4大地震，造成超過24萬人死亡和16萬人受傷。
- 1981年：中国儿童和少年基金会成立。
- 1984年：1984年夏季奥林匹克运动会在美國洛杉矶举行。
- 1990年：日本裔秘鲁政治家阿爾韋托·藤森正式就任第89任秘鲁总统。
- 1993年：安道尔加入联合国。
- 1995年：越南宣布正式加入东盟。
- 1996年：一具史前时代的遗体在美国华盛顿州肯纳威克被发现。

### 21世紀
- 2001年：美國國務卿鮑威爾訪問中國。
- 2001年：在日本福岡市舉辦的2001年世界游泳錦標賽之中，游泳運動員伊恩·索普成為第一位在單一世界錦標賽中一次獲得6枚金牌的選手。
- 2004年：中国在北极的第一个科学考察站：黄河站建成[1][2]。
- 2004年：武汉地铁1号线开始试运营。
- 2005年：中国新的国家歌舞团：中国东方歌舞团，整合了原中国歌舞团和东方歌舞团，正式挂牌成立。
- 2005年：临时爱尔兰共和军宣布将停止持续了三十年的北爱反英武装暴动[3][4]。
- 2005年：英國最嚴重的龍捲風襲擊了伯明罕，造成39人受傷，整個城市的損失高達4,000萬英鎊。
- 2010年：藍色航空202號班機墜落在伊斯蘭瑪巴德北部的瑪格拉山脈（英语：Margalla Hills），機上152人全部罹難，是巴基斯坦歷史上最致命的空難事故。
- 2011年：重庆轨道交通一号线开始试运营。
- 2011年：由首尔仁川国际机场飞往上海浦东国际机场的货运航班发生空难[5]。
- 2012年：2012年夏季奥林匹克运动会开幕[6]。
- 2012年：中国选手易思铃在女子10米气步枪赛中获得本届奥运中国首金[7]。
- 2014年：新疆莎车暴恐事件[8][9]。
- 2017年：巴基斯坦总理纳瓦兹·谢里夫被巴基斯坦最高法院认定犯有贪污腐败罪后，被取消了终身任职资格[10]。
- 2018年：澳大利亚运动员温蒂·塔克成为首个克利伯环球帆船赛女性冠军[11]。
- 2020年：吉隆坡高等法庭宣判，马来西亚前首相纳吉·阿都拉萨涉及一马弊案的SRC洗钱案的7项指控全部成立，判处监禁12年和罚款2亿1000万令吉，若无法缴付罚款则加监5年。[12][13][14][15]

## 出生
- 1645年：瑪格麗特-路易絲·德·奧爾良，托斯卡納大公夫人。（1721年逝世）
- 1695年：愛新覺羅允祿，康熙帝第十六子，號愛月主人，雍正元年胤祿奉旨被過繼給博果鐸（順治帝之兄碩塞的兒子），封為莊親王。（1767年逝世）
- 1804年：路德维希·安德列斯·费尔巴哈，德國唯物主义哲学家（1872年逝世）
- 1840年：爱德华·德林克·科普，美國古生物學家（1897年逝世）
- 1860年：安娜斯塔西婭·米哈伊羅芙娜，俄罗斯帝國女大公（1922年逝世）
- 1866年：碧雅翠絲·波特，英國作家、插畫家（1943年逝世）
- 1879年：露西·伯恩，美國女性參政和女權提倡者（1966年逝世）
- 1887年：片山哲，日本政治人物（1978年逝世）
- 1902年：卡尔·波普尔，奥地利裔英國哲学家（1994年逝世）
- 1904年：塞爾文·勞埃，英國政治人物（1978年逝世）
- 1905年：帕维尔·切连科夫，苏联物理科学家，1958年诺贝尔物理学奖得主（1990年逝世）
- 1912年：姜椿芳，中國教育家，中國大百科全書奠基人（1987年逝世）
- 1915年：查尔斯·汤斯，美國物理学家，1964年诺贝尔物理学奖得主（2015年逝世）
- 1918年：佩纳亚·加尼劳，斐濟政治人物，首任斐濟總統（1993年逝世）
- 1922年：雅克·皮卡爾，瑞士深海探險家、發明家（2008年逝世）
- 1923年：夏培肃，中國计算机科学的先行者（2014年逝世）
- 1929年：賈桂琳·甘迺迪，美國第一夫人（1994年逝世）
- 1929年：笹原正三，日本男子摔跤運動員（2023年逝世）
- 1931年：何友聲，中國流體力學與船舶製造技術專家（2018年逝世）
- 1934年：劉家良，香港演員、導演（2013年逝世）
- 1935年：殷瑞鈺，中國冶金專家
- 1938年：阿爾韋托·藤森，日本裔秘鲁政治人物，第45任祕魯總統（2024年逝世）
- 1947年：蘇貞昌，台灣政治人物，前任行政院院長
- 1948年：伊蒙·麥凱布，英國攝影師（2022年逝世）
- 1949年：維達·布魯，美國職業棒球運動員（2023年逝世）
- 1952年：廖峻，台灣男演員
- 1952年：玛哈·哇集拉隆功，泰国扎克里王朝第十代君主
- 1954年：烏戈·查維茲，委內瑞拉政治人物，前任委內瑞拉總統（2013年逝世）
- 1954年：格爾德·法爾廷斯，德國數學家
- 1958年：泰瑞·福克斯，加拿大運動員、慈善活動家（1981年逝世）
- 1960年：歐陽震華，香港男演員
- 1960年：岩明均，日本漫畫家
- 1960年：高橋陽一，日本漫畫家
- 1961年：庾澄慶，台灣歌手
- 1964年：洛莉·路格林，美國女演員
- 1964年：真殿光昭，日本男性聲優
- 1965年：陳慧嫻，香港女歌手
- 1966年：麗茲·錢尼，美國政治人物
- 1971年：阿布·贝克尔·巴格达迪，伊拉克恐怖主義組織伊斯蘭國領導人（2019年逝世）
- 1973年：劉冠佑，台灣樂團五月天成員
- 1973年：田中涼子，日本女性聲優
- 1975年：小室友里，日本AV女優
- 1976年：廖家儀，台灣女演員
- 1977年：歐陽夏丹，中國電視節目主持人
- 1977年：马努·吉诺比利，阿根廷篮球運動員
- 1977年：趙英俊，中國男歌手、詞曲作家（2021年逝世）
- 1979年：李玟雨，韓國男子偶像團體神話成員
- 1980年：海科·布徹，德國職業足球運動員、教練
- 1981年：迈克尔·卡里克，英格蘭足球運動員
- 1981年：趙寅成，韓國男演員
- 1981年：黃小偉，台灣棒球選手
- 1982年：張默，中國男演員
- 1982年：龜井善行，日本職業棒球運動員、教練
- 1982年：佐佐木義人，日本男性聲優
- 1983年：丹努什，印度男演員
- 1983年：胡安·瓜伊多，委內瑞拉政治人物
- 1984年：申真衣，日本企業家、模特兒
- 1986年：蓋布·埃文斯，美國警官、政治人物
- 1986年：諾蘭·傑拉德·馮克，加拿大演員、歌手
- 1986年：休瑪·古列西，印度女演員、模特兒
- 1987年：佩德罗·罗德里格斯·雷德斯马，西班牙職業足球運動員
- 1988年：韓雨潔，台灣女演員
- 1988年：羅雲熙，中國男演員
- 1988年：仲村宗悟，日本男性聲優
- 1989年：權偲儇，韓國男演員
- 1989年：蘇偉，中國篮球運動員
- 1989年：王彥霖，中國男演員
- 1991年：逢澤莉娜，日本女藝人
- 1992年：段欣芮，中國男歌手
- 1992年：范姜彥豐，台灣男演員、模特兒
- 1992年：趙佳恩，韓國模特兒、歌手
- 1993年：哈里·凱恩，英格兰職業足球運動員
- 1993年：雪兒·洛薇，英國女歌手
- 1994年：尚語賢，中國女演員
- 1994年：孝定，韓國女子偶像團體Oh My Girl隊長
- 1994年：巴拉奇亞·魯洛，泰國演員、歌手、主持人
- 1994年：沃克·布勒，美國職業棒球運動員
- 1995年：楊和蘇，中國男歌手
- 1995年：陳美濤，香港女演員、作家
- 1996年：澤田美晴，日本女性聲優
- 1996年：HOOK，台灣女性YouTuber
- 1997年：吳艷妮，中國女子田徑運動員
- 2000年：亞絲明·哈珀，英國女子跳水運動員
- 2000年：中村敬斗，日本職業足球運動員
- 2000年：埃米爾·史密斯·羅維，英格蘭職業足球運動員
- 2008年：楊鎧凝，香港童星

## 逝世
- 450年：狄奧多西二世，东罗马帝国皇帝（401年出生）
- 636年：長孫皇后，唐太宗李世民的皇后（601年出生）
- 942年：石敬瑭，五代十国時期的后晋开国皇帝（892年出生）
- 1129年：元懿太子趙旉，南宋皇太子（1127年出生）
- 1540年：托马斯·克伦威尔，英國政治人物（約1485年出生）
- 1741年：安东尼奥·维瓦尔第，意大利作曲家（1678年出生）
- 1750年：约翰·塞巴斯蒂安·巴赫，德國巴洛克時期作曲家、音樂家（1685年出生）
- 1780年：樋口基康，日本江戶時代公卿（1706年出生）
- 1794年：马克西米连·罗伯斯庇尔，法国革命家，法國大革命雅各賓專政時期實際最高領導人（1758年出生）
- 1794年：路易·德·聖鞠斯特，法國大革命雅各賓專政時期領袖，公安委員會最年輕的成員（1767年出生）
- 1836年：納坦·邁爾·羅特希爾德，德國猶太裔金融家（1777年出生）
- 1930年 : 阿尔瓦·古尔斯特兰德，瑞典眼科医师，诺贝尔生理学与医学奖获得者(1862年出生)
- 1937年：赵登禹，抗日爱国将领（1898年出生）
- 1937年：佟麟阁，抗日爱国将领（1892年出生）
- 1942年：石塚英藏，日本政治人物，第13任臺灣總督（1866年出生）
- 1964年：朱尔·布雷维耶，法國政治人物（1880年出生）
- 1965年：江戶川亂步，日本推理小說家（1894年出生）
- 1968 年: 奥托·哈恩，德国化学家和学者，诺贝尔奖获得者（ 1879 年出生）
- 1969 年 : 拉蒙·格劳·圣马丁，古巴医生和政治家，古巴第六任古巴总统（1881 年出生）
- 1971年：勞倫斯·摩爾·科斯格雷夫，加拿大陸軍上校、外交官（1890年出生）
- 1974年：鄧律敦治，香港商人、慈善家及政治家（1903年出生）
- 1990年：陳炯輝，臺灣雕刻家（1950年出生）
- 1994年：科林·特恩布爾，英裔美國人類學家（1924年出生）
- 2004年：高慈美，臺灣鋼琴家，臺灣首位鋼琴女教授（1914年出生）
- 2004年：佛朗西斯·克里克，英国生物学家、物理学家、神经科学家，脱氧核糖核酸双螺旋结构的发现者之一，1962年诺贝尔生理学或医学奖得主。（1916年出生）
- 2005年：程思遠，中國著名的無黨派愛國民主人士，社會活動家，第八、九屆全國人民代表大會常務委員會副委員長，中國人民政治協商會議第七屆全國委員會副主席，李宗仁前秘書，亞太影后林黛父親（1908年出生）
- 2006年：邱竹賢，中國工程院院士，有色金屬冶金專家（1920年出生）
- 2007年：阮福保隆，越南阮朝最後一位皇帝保大帝的皇太子，也是皇朝的繼任人（1936年出生）
- 2011年：布萊恩·奧列里，美國科學家、作家、太空人（1940年出生）
- 2021年：江田五月，日本政治人物、律師（1941年出生）
- 2022年：唐由之，中國中醫眼科學家（1926年出生）
- 2024年：米歇爾王子，希臘和丹麥王子（1939年出生）
- 2025年：薩爾瓦托雷·瓊塔，義大利男子水球運動員（1930年出生）
- 2025年：雷恩·桑柏格，美國職業棒球運動員（1959年出生）
- 2025年：勞拉·達爾邁爾，德國女子冬季兩項運動員（1993年出生）

## 节假日和习俗
- 世界肝炎日
- 秘魯：獨立日
- 加拿大：大动荡纪念日
- 圣马力诺：解放日